# Чемпионат Африки по хоккею на траве среди мужчин 2013
Чемпионат Африки по хоккею на траве среди мужчин 2013 — 9-й розыгрыш чемпионата по хоккею на траве среди мужских команд. Турнир прошёл с 18 по 23 ноября 2013 года в городе Найроби (Кения). В турнире приняло участие 4 сборных. Одновременно там же проводился и чемпионат среди женских команд.
Чемпионами стала в 6-й раз в своей истории сборная ЮАР, победив в финале сборную Египта со счётом 2:0. Бронзовым призёром стала сборная Кении, обыгравшая в матче за 3-е место сборную Ганы со счётом 4:1.
Чемпионат также являлся квалификационным турниром для участия в чемпионате мира 2014. Путёвку на чемпионат получала одна команда — победитель турнира; соответственно, её получила сборная ЮАР.

## Результаты игр
Время начала матчей указано по UTC+03:00

### Групповой этап
| Команда | И | В | Н | П | ГЗ | ГП | +/- | Очки |
| ------- | - | - | - | - | -- | -- | --- | ---- |
| ЮАР     | 3 | 3 | 0 | 0 | 17 | 4  | +13 | 9    |
| Египет  | 3 | 2 | 0 | 1 | 8  | 11 | −3  | 6    |
| Кения   | 3 | 1 | 0 | 2 | 5  | 8  | −3  | 3    |
| Гана    | 3 | 0 | 0 | 3 | 5  | 12 | −7  | 0    |

     Проходят в финал
     Проходят в матч за 3-4 место

### Плей-офф

#### Матч за 3-е место
| 22 ноября 2013 15:30 | \| Кения \| 4 – 1 \| Гана \| | .    |
| Кения                | 4 – 1                        | Гана |

#### Финал
| 23 ноября 2013 15:30 | \| ЮАР \| 2 – 0 \| Египет \| | .      |
| ЮАР                  | 2 – 0                        | Египет |

## Итоговая таблица
| Место | Сборная |
| ----- | ------- |
| 1     | ЮАР     |
| 2     | Египет  |
| 3     | Кения   |
| 4     | Гана    |